# João Pedro Ludovice
João Pedro Ludovice (Lisboa, 1 de Janeiro de 1701 — Lisboa, 5 de Junho de 1760) foi um arquitecto português.

## Biografia
João Pedro Ludovice o segundo arquiteto Ludovice do Palácio Convento de Mafra.
Baptizado na freguesia de N.ª S.ª do Socorro, a 2 de Fevereiro de 1.701 e falecido a 5 de Junho de 1760, em Belém na sua Quinta, na Calçada da Ajuda, tendo sido sepultado na capela de convento de São José de Ribamar em Algés.
Filho do arquitecto Mor do Reino, João Frederico Ludovice e da Italiana Chiara Agnese Morelli.
Licenciou-se em Cânones pela Universidade de Coimbra, formou-se em arquitectura nas obras de Mafra, substituindo o seu pai na direcção das mesmas em 1730, e pelo grande cuidado que punha, em que não aparecessem defeitos na obra de Mafra, mereceu especiais atenções d'El-Rey.
Desempenhou funções como Secretário do Desembargo do Paço, Cavaleiro Professo da Ordem de Cristo (9 de Setembro de 1734). Tornou-se familiar do Santo Ofício a (20 de Abril de 1736), Fidalgo Cavaleiro da Casa Real (Alvará de Mercê liv.1 fl.55v. e liv.22 fl.68v.20 de Junho de 1748 - Mordomia da Casa Real- T.T.) e Criado Particular de José I de Portugal.
Contraiu núpcias a 15 de Janeiro de 1751, na freguesia de S. Justa, com D. Maria Joaquina de Abreu, falecida a 28.6,1762, na sua quinta na Calçada da Ajuda e sepultada também na capela do Convento de São José de Ribamar. Era filha de Estevão Martins Torres (proprietário Dos Grandes Armazéns de Lisboa) e de D. Maria-Teresa de Abreu. Todos os seus filhos foram afilhados de D. José I e D. Mariana Vitória de Bourbon e baptizados na capela da Quinta de Alfarrobeira em Benfica).
- Este artigo bibliográfico sobre João Frederico Ludovice é de autoria de Leopoldo Drummond Ludovice, publicado in: (Leopoldo Drummond Ludovice "Apontamentos genealógicos da família Ludovice", Raízes e Memórias, Associação Portuguesa de Genealogia, N.º 25 Dezembro de 2008).